# Wilmo Francioni
Wilmo Francioni (Empoli, Toscana, 8 de novembre de 1948) és un ciclista italià, ja retirat, professional entre el 1969 i el 1978. En el seu palmarès destaquen quatre victòries d'etapa al Giro d'Itàlia, dues el 1972 i dues el 1977, i el Trofeu Laigueglia de 1972.

## Palmarès
- 1969
  - 1r al Giro delle Valli Aretine
- 1971
  - 1r al Trofeu Matteotti
- 1972
  - 1r al Trofeu Laigueglia
  - 1r al Gran Premi Cecina
  - Vencedor de 2 etapes del Giro d'Itàlia
- 1974
  - 1r a la Coppa Sabatini
- 1977
  - 1r al Trofeu Matteotti
  - Vencedor de 2 etapes del Giro d'Itàlia

### Resultats al Tour de França
- 1971. 64è de la classificació general

### Resultats al Giro d'Itàlia
- 1970. 74è de la classificació general
- 1971. 64è de la classificació general
- 1972. 66è de la classificació general. Vencedor de 2 etapes
- 1973. Abandona
- 1974. 66è de la classificació general
- 1975. 63è de la classificació general
- 1976. 43è de la classificació general
- 1977. 10è de la classificació general. Vencedor de 2 etapes

### Resultats a la Volta a Espanya
- 1975. 47è de la classificació general
- 1977. 36è de la classificació general